# Kate Hudson
Kate Garry Hudson (født 19. april 1979) er en amerikansk skuespiller. Hun er datter af Goldie Hawn og Bill Hudson. Hun fik sit gennembrud i filmen Almost Famous, som gav hende en Oscarnominering, og siden da har hun fået slået sit navn fast ved at medvirke i adskillige succesfulde film. Hun har været forlovet med forsangeren Matthew Bellamy fra bandet Muse, som hun også har en søn sammen med.

## Biografi

### Tidlige liv
Kate blev født i Los Angeles som datter af den Oscar-vindende skuespiller, Goldie Hawn, og skuespilleren og komikeren Bill Hudson. Blot 18 måneder efter Kates fødsel, blev forældrene skilt, og Kate og hendes storebror, skuespilleren Oliver Hudson, flyttede med deres mor og hendes kæreste gennem de sidste mange år, Kurt Russell, til Colorado, hvor de voksede op. Hudson har udtalt, at hun og hendes biologiske far aldrig har haft noget nært forhold, og at hun derfor anser Russell som sin far. Hudson har om sin mor udtalt at: "at hun er den kvinde, som jeg har lært mest af, og som jeg ser op til, og hun har levet sit liv på en måde, som jeg ser op til".
Kate har i alt 3 halvsøskende: Emily og Zachary Hudson, fra hendes fars andet ægteskab med skuespilleren Cindy Williams, og Wyatt Russell, fra hendes mors forhold til Kurt Russell.
Hudson er af ungarsk, italiensk og ashkenazisk slægt  (den østeuropæiske jødedom), og hun er vokset op med sin mormors jødiske religion;  hendes familie har også dyrket buddhisme.
Kate graduerede fra Crossroads, en skole med forskellige former for optræden, i Santa Monica, i 1997. Hun var egentlig også blevet optaget på New York University, men besluttede at forsøge sig med en skuespillerkarriere i stedet for en journalistkarriere.

### Karriere
Hudsons gennembrud kom, da hun spillede Penny Lane i Cameron Crowes Almost Famous (2000), for hvilken hun fik en Oscar-nominering, i kategorien Best Supporting Actress, og vandt en Golden Globe. Hun havde tidligere medvirket i mindre-kendte film som Gossip, et teenage-drama og 200 Cigarettes, en komedie med et stort cast af skuespillere, som handlede om nytårsaften. Hvad angår hendes tidligere karriere, har Hudson udtalt at hun er en "hårdtarbejdende", og at hun ikke ønskede at blive sat i forbindelse med sine kendte forældre, fordi hun ikke ville skabe det indtryk, at hun kun var kendt fordi hendes forældre var det.
Hun sagde nej til rollen som Mary-Jane Watson i 2002-filmen Spider-Man og medvirkede i stedet i genindspilningen af den historiske romance The Four Feathers – en film, der ikke blive modtaget særlig godt hos anmelderne publikum. Hendes næste film, How to Lose a Guy in 10 Days, en romantik komedie, fik en kæmpe succes ved box office, efter indgrosseringen blev over $100 mio. dollars efter udgivelsen i februar 2003. Hudson medvirkede i op i flere romantiske komedier herunder, Alex and Emma og Raising Helen; disse film fik forskellige grader af succes.
Hudson havde også hovedrollen i en thriller The Skeleton Key i 2005. Filmen, som havde et produktionsbudget på $43 mio. dollars, havde en god indtjening med $91,9 mio. dollars verden over ($47,9 mio. dollars alene i USA). Hendes næste film, en komedie kaldet You, Me and Dupree med Owen Wilson og Matt Dillon, indkasserede $21,5 mio. dollars alene i premiereugen.
I 2007 instruerede Hudson en kortfilm kaldet Cutlass, baseret på et personligt essay fra magasinet Glamour, skrevet af en læser. Skuespillerne var blandt andet Kurt Russell, Dakota Fanning, Virginia Madsen, Chevy Chase og Kristen Stewart..
Den 8. februar 2008, udkom hendes seneste film Fool's Gold, en romantisk komedie, hvor Hudson atter spiller overfor Matthew McConaughey.

### Privat
I 2000 giftede Hudson sig med sangeren Chris Robinson, forsanger for The Black Crowes. De giftede sig nytårsaften i Aspen, Colorado. Hudson fødte deres søn, Ryder Russell Robinson, den 7. januar 2004.
Parret boede i et hus, som engang var ejet af instruktøren James Whale, og de rejste sammen rundt, når Hudson var på optagelse eller Robinson var på turné. Den 14. august 2006, udtalte Hudsons publicist, at Hudson og Robinson var blevet separeret. Rygterne sagde, at det var på grund af Hudsons affære med Owen Wilson under optagelserne til You, Me and Dupree. Den 18. november indgav Robinson skilsmisse papirer, hvor der stod "uovervindelige uoverensstemmelser". Skilsmissen var fuldført den 22. oktober 2007.
Efter at Hudson var blevet skilt, offentliggjorde hun, at hun var sammen med Owen Wilson fra You, Me and Dupree. De to slog op i maj 2007. Efter det forhold, dannede hun par med Matthew Bellamy fra det succesfulde rockband Muse. Og i april 2011 friede Matthew til Kate.
Hudson har udtalt, at hun "ikke er særlig religiøs" , og hun beskriver sig selv som jødisk. En højrøstet modstander af anti-semitisme og til dels vidner har i Paris hørt Hudson sige: "Jeg er jødisk, og dette var første gang jeg har oplevet ægte anti-semitisme. Paris var skræmmende... der var synagoger, der var blevet bombet og der var anti-semitisk graffiti over alt. Jeg var meget vred. Dette er noget jeg er meget passioneret omkring" .
Hudson har også sagt, at hun ikke kan lide at se sig selv på fjernsyn, specielt fordi hun "bliver kold... ryster... sveder" den første gang hun ser sin egen optræden.
I juli 2006 sagsøgte Hudson, den britiske version af the National Enquirer for at have skrevet, at hun havde en spiseforstyrrelse og var "helt forfærdelig tynd". Hun sagde at bladets udtalelser var "helt forkerte" og en "åbenlys løgn", og gjorde hendes bekymringer, vedrørende visninger af vægt, større og hun mener at bladet kunne give et forkert indtryk på unge piger.

### Trivia
- Er 1.68 m høj
- Afslog at spille Peter Parkers kæreste, Mary Jane Watson i Spider-Man-filmene, så hun kunne spille Ethne Eustace i The Four Feathers
- Hun kan spille guitar og klaver
- Er gode venner med Liv Tyler
- Kan tale fransk
- Køber sit tøj fra en vintagebutik, og laver sine egne smykker
- Efter at magasinet National Enquirer havde skrevet af hun led af en spiseforstyrrelse, vandt hun en retssag imod dem. Hun er derfor en af de få, som med succes tvang Enquirer til at indrømme, at de havde opfundet historien (i stedet for at have hævdet at det var en fejl)
- Gik til audition for rollen som Lady Jocelyn i filmen A Knights Tale, men tabte den til Shannyn Sossamon.

## Filmografi
| År   | Titel                        | Rolle          | Notater                                                                           |
| ---- | ---------------------------- | -------------- | --------------------------------------------------------------------------------- |
| 1998 | Desert Blue                  | Skye Davidson  |                                                                                   |
| 1998 | Ricochet River               | Lorna          |                                                                                   |
| 1999 | 200 Cigarettes               | Cindy          |                                                                                   |
| 2000 | Dr. T & the Women            | Dee Dee        |                                                                                   |
| 2000 | Almost Famous                | Penny Lane     | Oscar nominering, Golden Globe vinder: "Best Supporting Actress - Motion Picture" |
| 2000 | Gossip                       | Naomi Preston  |                                                                                   |
| 2000 | About Adam                   | Lucy Owens     | Kun i en begrænset udgave                                                         |
| 2002 | The Four Feathers            | Ethne          |                                                                                   |
| 2003 | Le Divorce                   | Isabel Walker  |                                                                                   |
| 2003 | Alex and Emma                | Emma Dinsmore  |                                                                                   |
| 2003 | How to Lose a Guy in 10 Days | Andie Anderson |                                                                                   |
| 2004 | Raising Helen                | Helen Harris   |                                                                                   |
| 2005 | The Skeleton Key             | Caroline Ellis |                                                                                   |
| 2006 | You, Me and Dupree           | Molly Peterson |                                                                                   |
| 2008 | Fool's Gold                  | Tess Finnegan  |                                                                                   |
| 2008 | My Best Friend's Girl        | Alexis         |                                                                                   |
| 2011 | A Little Bit of Heaven       | Marley Corbett |                                                                                   |

### Kommende film
| År   | Titel                   | Rolle          | Status               |
| ---- | ----------------------- | -------------- | -------------------- |
| 2008 | My Best Friend's Girl   | Alexis         | post-production      |
| 2009 | Bride Wars              | TBA            | pre-production       |
| 2009 | Big Eyes                | Margaret Keane | pre-production       |
| 2009 | A Dream of Red Mansions | Diana          | Optagelse på standby |

## Eksterne links
- Kate Hudson på Internet Movie Database (engelsk)
- Kate Hudson på Filmdatabasen
- Kate Hudson på Scope
- Kate Hudson på Svensk Filmdatabas (svensk)
- Kate Hudson på AlloCiné (fransk)
- Kate Hudson på AllMovie (engelsk)
- Kate Hudson på Turner Classic Movies (engelsk)
- Kate Hudson på Rotten Tomatoes (engelsk)
- Kate Hudson på The Movie Database (engelsk)
- Kate-Hudson.org fansite
- VIDEO: Behind the Scenes of Kate Hudson's Harper's BAZAAR cover shoot Arkiveret 15. januar 2009 hos  Wayback Machine
- yourMovies.com.au interview Arkiveret 19. maj 2011 hos  Wayback Machine (25. juli 2006)
- Style.com interview (Juni, 2003)